# 萨尔瓦卡涅特
萨尔瓦卡涅特，是西班牙卡斯蒂利亚-拉曼恰昆卡省的一个市镇。总面积120平方公里，总人口329人（2001年），人口密度3人/平方公里。